# NGC 2188
NGC 2188 је спирална галаксија у сазвежђу Голуб која се налази на NGC листи објеката дубоког неба.
Деклинација објекта је - 34° 6' 18" а ректасцензија 6h 10m 9,7s. Привидна величина (магнитуда) објекта NGC 2188 износи 11,5 а фотографска магнитуда 12,1. Налази се на удаљености од 7,9000 милиона парсека од Сунца. NGC 2188 је још познат и под ознакама ESO 364-37, MCG -6-14-8, AM 0608-340, PGC 18536.